# JŽ-Baureihe 441
Die Lokomotiven der JŽ-Baureihe 441 sind elektrische Lokomotive für Personen- und Güterzüge der ehemaligen Jugoslovenske Železnice (JŽ).

## Geschichte

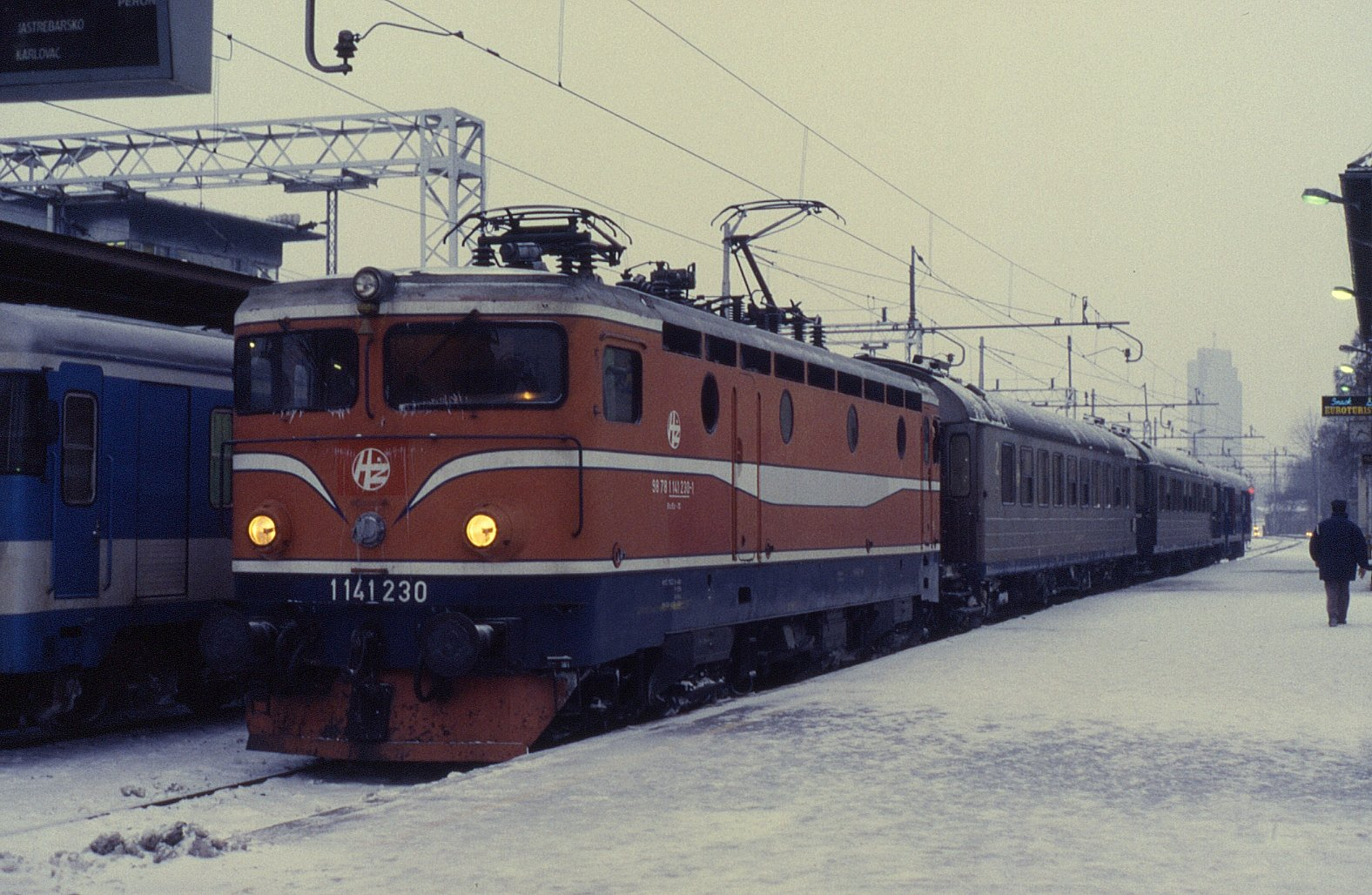
1141 230 der HŽ in Zagreb (1996)

Die JŽ schrieben für ihr Elektrifizierungsprogramm mit 25 kV bei 50 Hz eine vierachsige Lokomotivbauart aus. Den Zuschlag dafür erhielt die 50-Hz-Traktion-Union, bestehend aus ASEA, ELIN-Union und Sécheron für den elektrischen sowie SGP für den mechanischen Teil. Die JŽ-Baureihe 441 basiert auf der schwedischen Baureihe Rb, die Anordnung der Führerstände auf der linken Seite und auch die Bedienung der Führerbremsventile mit der linken Hand wurde beibehalten. Die Wagenkästen entsprechen denen der schwedischen Rc einschließlich der asymmetrischen Türanordnung. Die in Fahrtrichtung vorn jeweils rechts liegende Tür führt in den Führerstand, die linke ist weiter zur Mitte der Lokomotive verschoben und führt in den Maschinenraum. Auffällige Unterschiede zu den schwedischen Rc sind die Klotzbremse und die glatten Seitenwände.
Die ersten 54 Lokomotiven wurden bei Simmering-Graz-Pauker endmontiert, weitere 50 Loks der ersten Baureihe unter Lizenz von dem kroatischen Betrieb „Rade Končar“ in Zusammenarbeit mit Mašinska industrija, TŽV Gredelj und Đuro Đaković gebaut. Die SGP-Lokomotiven sind an deutlich größeren, gegossenen Fabrikschildern erkennbar. Insgesamt wurden von 1967 bis 1987 293 Lokomotiven geliefert.
Beim Zerfall Jugoslawiens wurden die Lokomotiven von den sich bildenden Bahnverwaltungen der Nachfolgestaaten übernommen. Die kroatische HŽ führte ein eigenes Bezeichnungssystem mit vierstelligen Stammnummern ein, die Lokomotiven erhielten die Baureihenbezeichnung 1141. Alle übrigen Verwaltungen behielten den JŽ-Nummernplan bei, die Ordnungsnummern mit der Kennzeichnung der Unterbaureihen blieben erhalten.
Infolge des Bosnienkrieges waren die Eisenbahnen in Bosnien-Herzegowina in den 1990ern jahrelang praktisch außer Betrieb. Daraufhin vermietete die ŽFBH eine größere Anzahl von abgestellten Lokomotiven der Reihe 441 an die türkische TCDD. Diese ließ sie aufarbeiten und ordnete sie mit der Reihenbezeichnung E 52500 in das eigene Bezeichnungssystem ein. Einige der Lokomotiven wurden später für die Wiederaufnahme des Eisenbahnbetriebes zurückgegeben, teilweise verkehrten sie anschließend noch im türkischen Anstrich.
Eine weitere Lokomotive (1141 351) wurde 2017 von TŽV Gredelj aus vorhandenen Teilen gebaut und soll an ein kroatisches Eisenbahnverkehrsunternehmen vermietet werden.

## Varianten
| Variante | Betriebsmasse | Höchstgeschwindigkeit | elektrische Bremse | Spurkranzschmierung | Vielfachsteuerung | HŽ (1141) | ŽFBH | ŽRS | ŽS | MŽ | Anzahl | Verbleib |
| -------- | ------------- | --------------------- | ------------------ | ------------------- | ----------------- | --------- | ---- | --- | -- | -- | ------ | -------- |
| 441.0    | 78 t          | 120 km/h              | nein               | nein                | nein              | 42        | 31   | 14  | 24 | 5  | 124    | [ 4 ]    |
| 441.3    | 80 t          | 120 km/h              | ja                 | nein                | ja                |           | 6    | 3   | 17 |    | 26     | [ 5 ]    |
| 441.4    | 80 t          | 120 km/h              | ja                 | ja                  | ja                | 10        | 9    | 2   | 13 |    | 24     | [ 6 ]    |
| 441.5    | 78 t          | 120 km/h              | nein               | ja                  | nein              | 4         | 3    | 5   | 19 | 1  | 32     | [ 7 ]    |
| 441.6    | 82 t          | 140 km/h              | nein               | ja                  | nein              |           |      |     | 6  |    | 14     | [ 8 ]    |
| 441.7    | 82 t          | 140 km/h              | nein               | ja                  | ja                | 35        |      |     | 10 | 2  | 55     | [ 9 ]    |
| 441.8    | 78 t          | 140 km/h              | ja                 | ja                  | nein              |           | 3    | 7   |    |    | 10     | [ 10 ]   |